# 京成佐倉駅

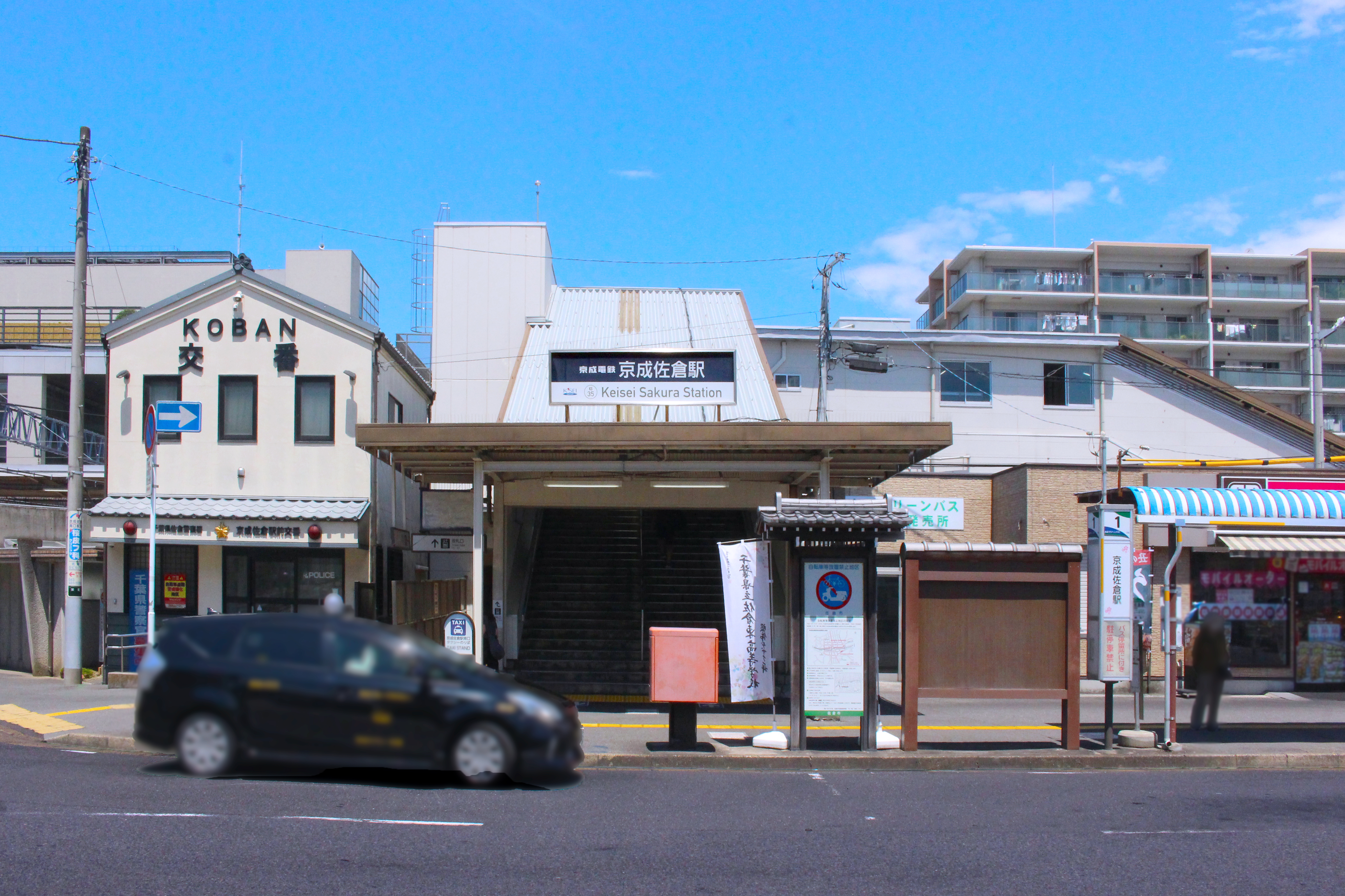
南口（2024年7月）

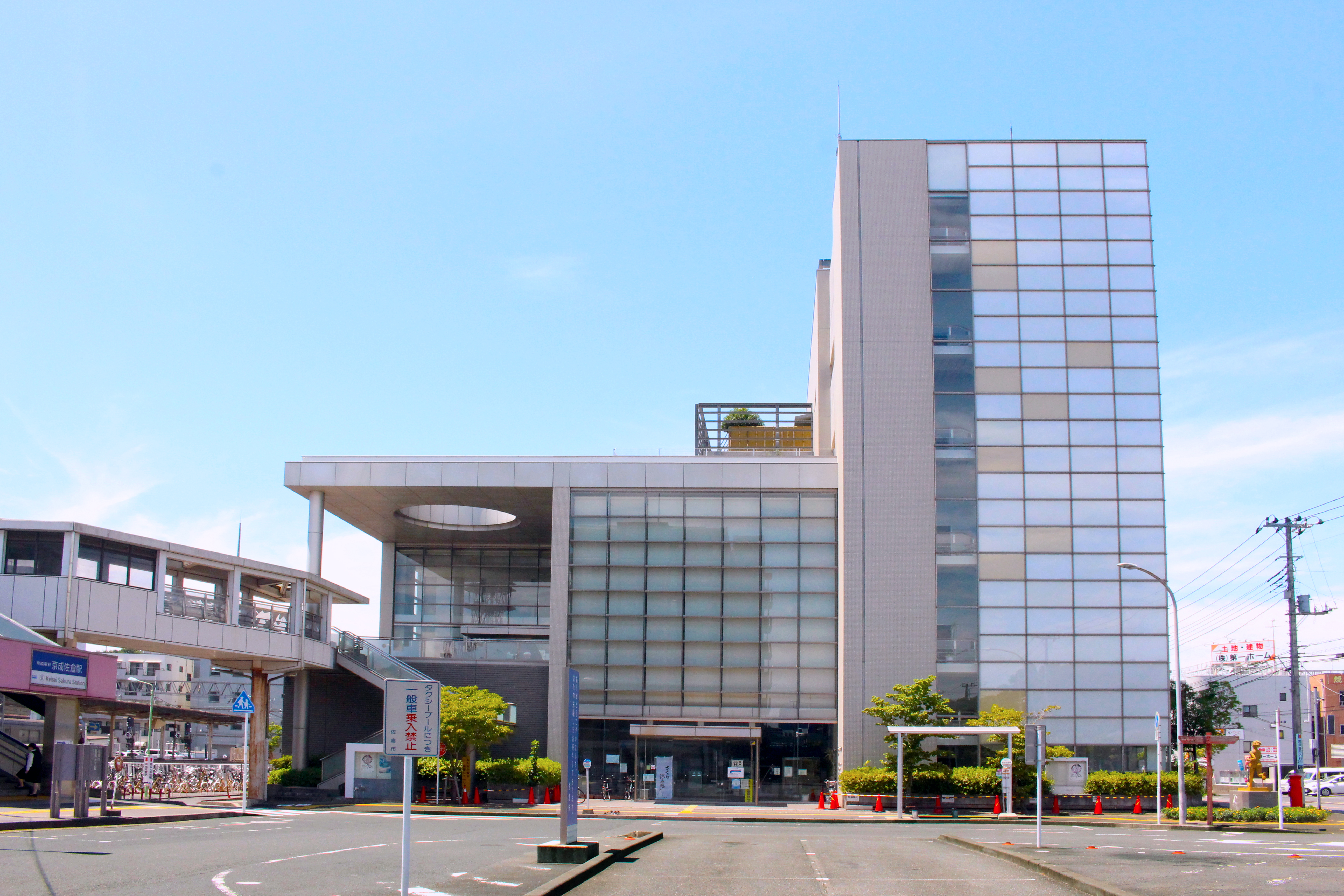
ミレニアムセンター佐倉（北口直結）

京成佐倉駅（けいせいさくらえき）は、千葉県佐倉市栄町にある、京成電鉄本線の駅である。駅番号はKS35。モーニングライナー・イブニングライナーなども含め、当駅を通る旅客列車は臨時の「シティライナー」以外は全て停車する。

## 概要
当駅北口から連絡通路を介して、市営複合施設の「ミレニアムセンター佐倉」に接続している。
2006年12月のダイヤ改正以降、日中の下り快速列車は当駅で折り返すようになり、特急は当駅以東の各駅（大佐倉駅、京成酒々井駅、宗吾参道駅、公津の杜駅）に停車するようになった。また、平日朝のラッシュ時間帯に2本、当駅始発の快速特急が設定されている。
2022年2月の改正から、昼間時については運行体系の変更により40分間隔の快速特急（京成成田発着）の合間におおよそ10分間隔の快速が発着する1時間あたり6本（京成上野方面）のダイヤとなった。このうち、20分間隔の都営線↔成田空港発着の快速のうち、2本に1本が前述の快速特急との緩急接続を行い、ないものは時間調整で3分ほど停車する。
また、平日夕方以降は快速特急の特急格下げによって当駅発着の普通電車が大幅に増加した。
同じ「佐倉」の名を冠する東日本旅客鉄道（JR東日本）の佐倉駅は2キロメートルほど離れており、接続駅とはなっていない。

## 歴史
- 1926年（大正15年）12月9日 - 佐倉駅開業。
- 1931年（昭和6年）11月18日 - 京成佐倉駅に改称。
- 1962年（昭和37年）12月20日 - 開業時より北寄りの地に移転、同時に橋上駅舎、島式ホーム2面4線の形態になる[2]。
- 2018年（平成30年）12月22日 - 全てのホームに待合室を設置し、供用を開始[3]。
- 2020年（令和2年）3月20日 - 桜の開花期に、駅名などの「佐倉」を「桜」表記に変更する観光キャンペーン『桜に染まるまち、佐倉』を佐倉市と実施[4]。

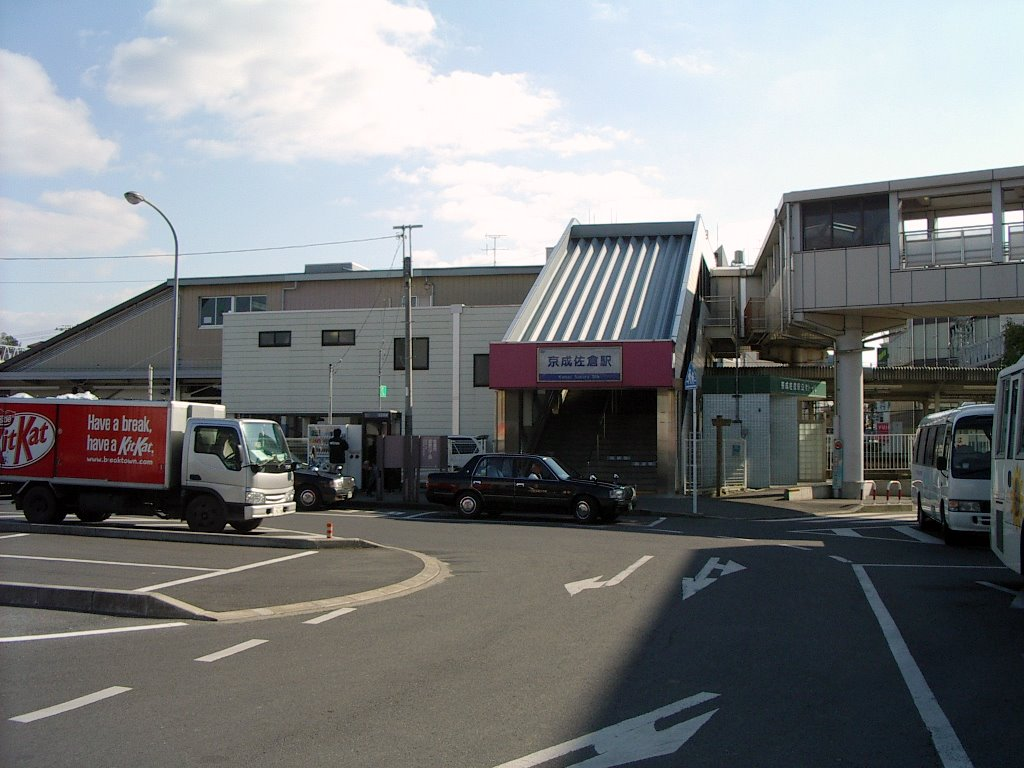
駅名看板変更前の北口 (2007年2月)
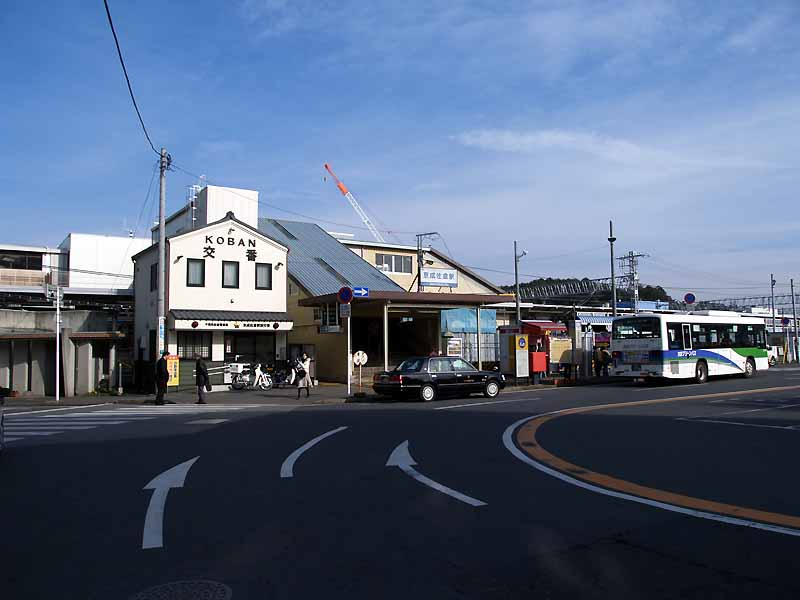
駅名看板変更前の南口 (2007年1月)
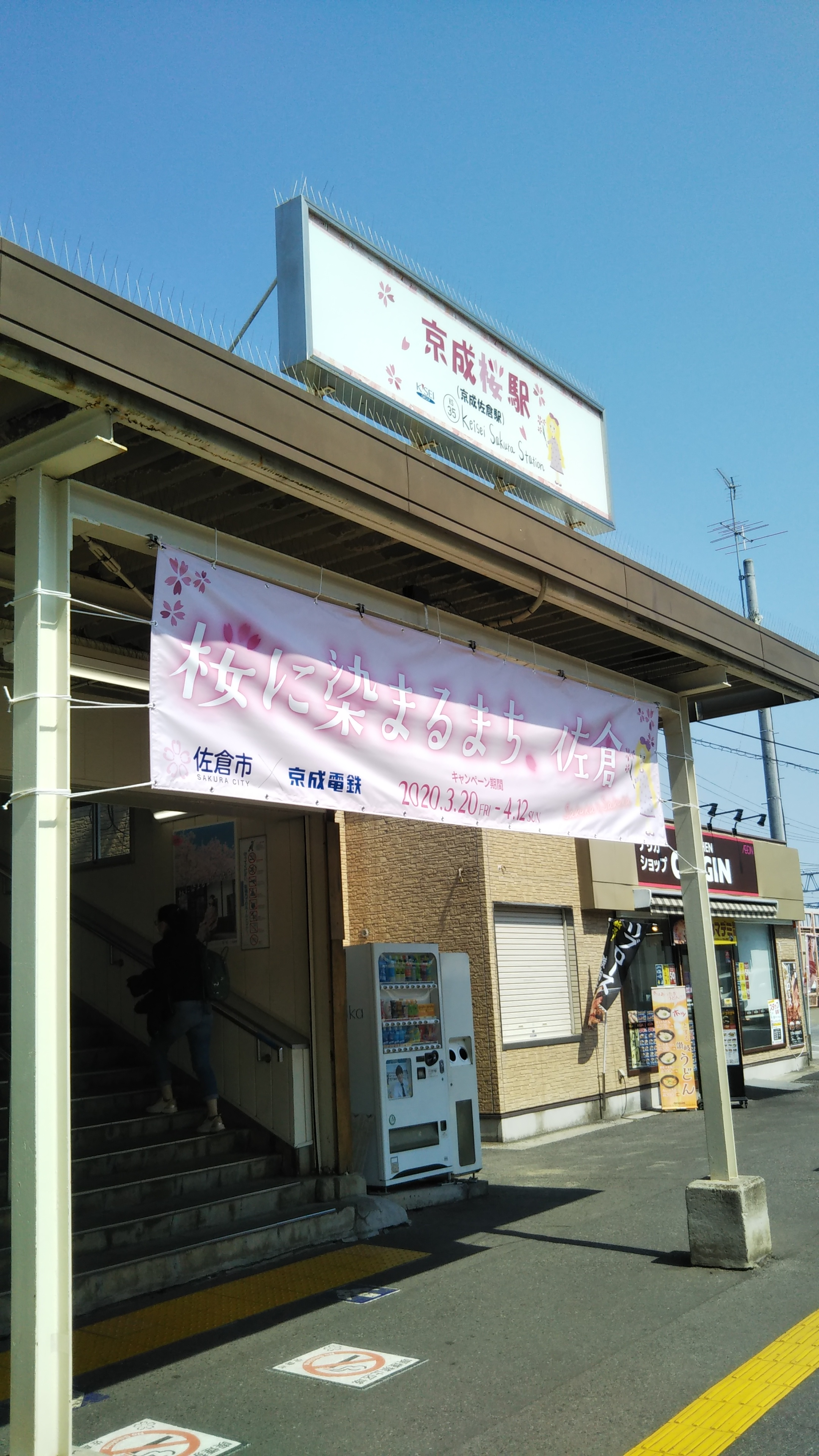
桜開花期間中の駅名看板「京成桜駅」（2020年3月）

## 駅構造
島式ホーム2面4線を持つ待避が可能な地上駅で、橋上駅舎を有している。駅長配置駅。佐倉管内として、京成臼井駅および大佐倉駅を管理している。
LED式発車標は、ホーム上階段付近に設置されている。下り列車は3・4番線に到着するが、当駅終着の電車は京成上野駅側に渡り線がないため、そのままでは折り返しはできない。そのため、折り返す電車は一旦回送で下り方向へ出発し、踏切先の下り本線上で折り返す。下り線から上り線への渡り線は、上り1・2番線への分岐器よりも駅寄りに設置されているため、下り本線上で折り返しても待避線である1番線には入線できない構造である。このことから、上り電車は当駅始発西馬込駅行きの快速が本線側2番線、成田空港駅発京成上野駅行き特急が待避線側の1番線で発着することが多い。この場合、京成佐倉始発快速と成田空港発特急がそれぞれ2番線・1番線へ同時に進入することが可能である。なお、当駅始発・終着電車でも宗吾車両基地や京成成田駅から回送されてくる電車もあり、その場合は上記の折り返し方法は使用しないため、当駅始発の電車であっても先行させる電車がある場合は1番線に入線する場合もある。
夜間の京成佐倉止まりの終車は4番線到着後、翌朝まで夜間滞泊する。

### のりば
| 番線 | 路線     | 方向 | 行先                                               |
| ---- | -------- | ---- | -------------------------------------------------- |
| 1・2 | 京成本線 | 上り | 京成船橋・日暮里・京成上野 / 押上・ 都営浅草線方面 |
| 3・4 | 京成本線 | 下り | 京成成田・ 成田空港 / 東成田・芝山千代田方面       |

- 上表の路線名は成田空港線開業後の旅客案内の名称に基づいている。
- 内側の線路（2・3番線）が主本線、外側の線路（1・4番線）が待避線である。

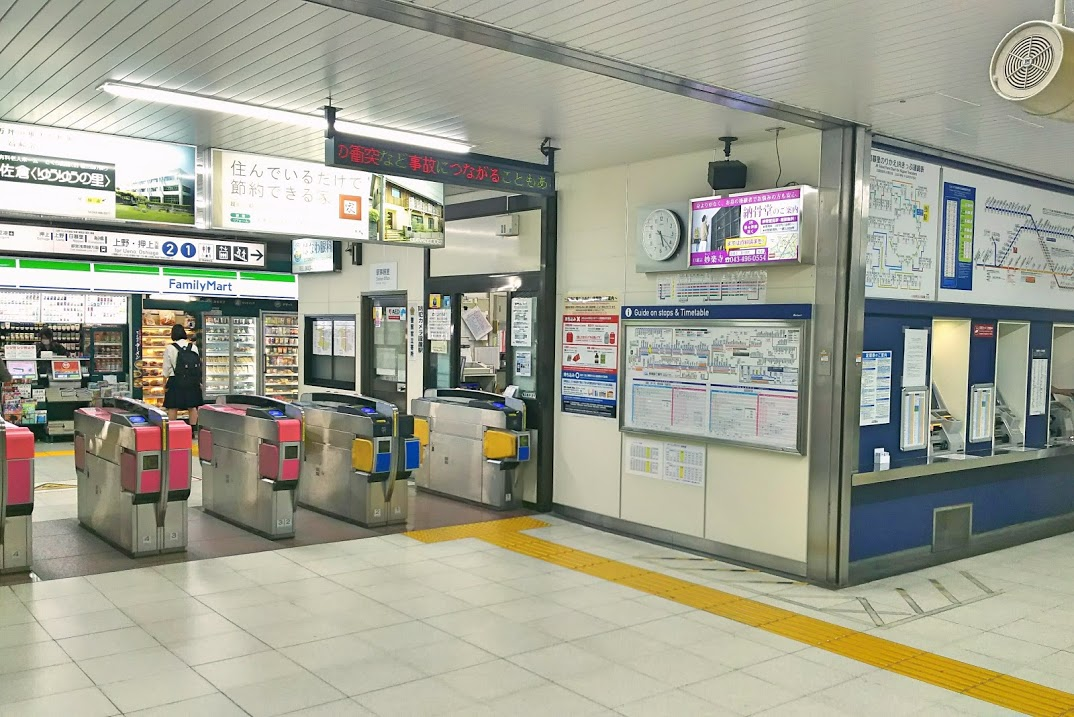
改札口（2016年10月）
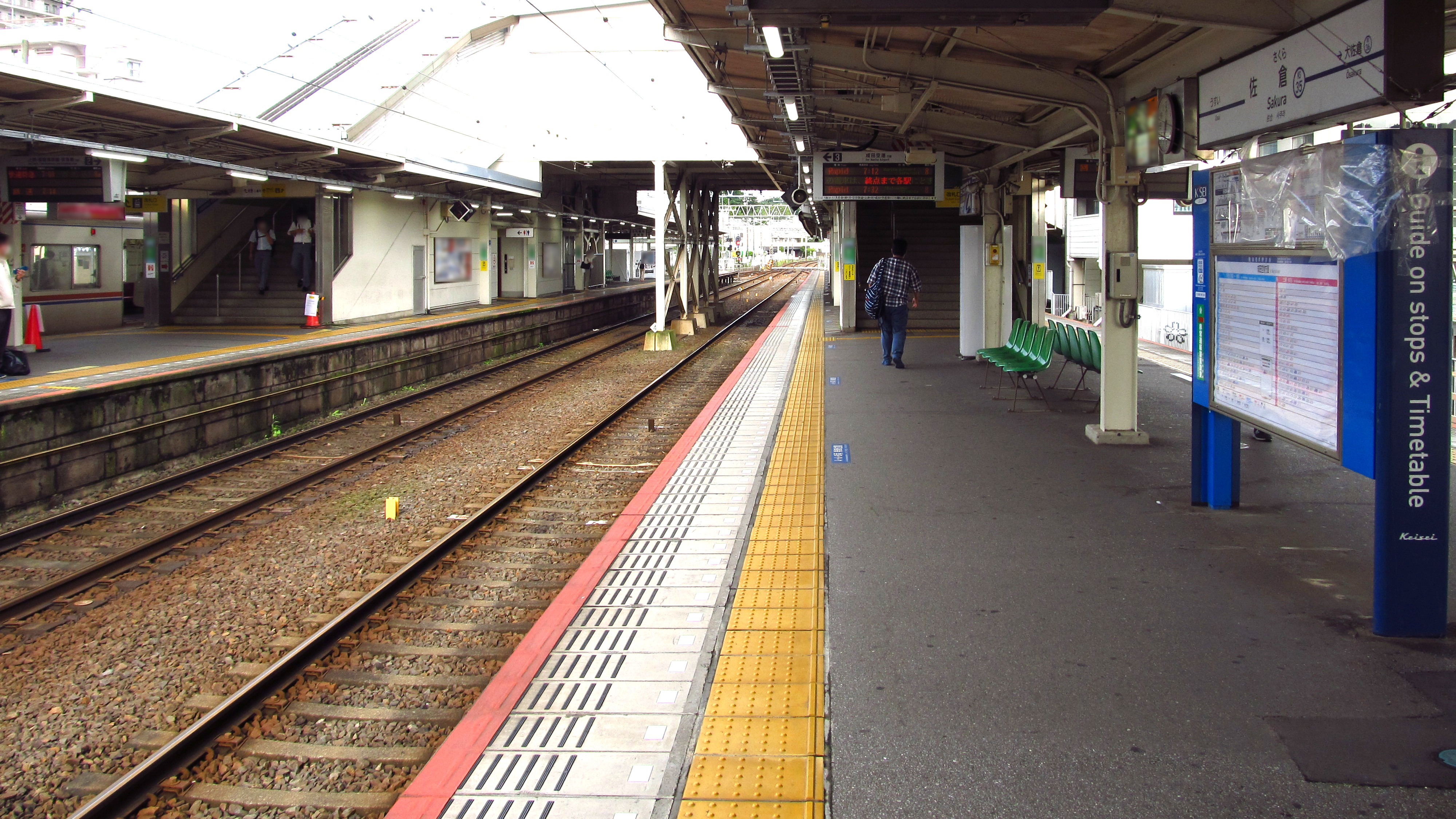
駅ホーム（2020年7月）
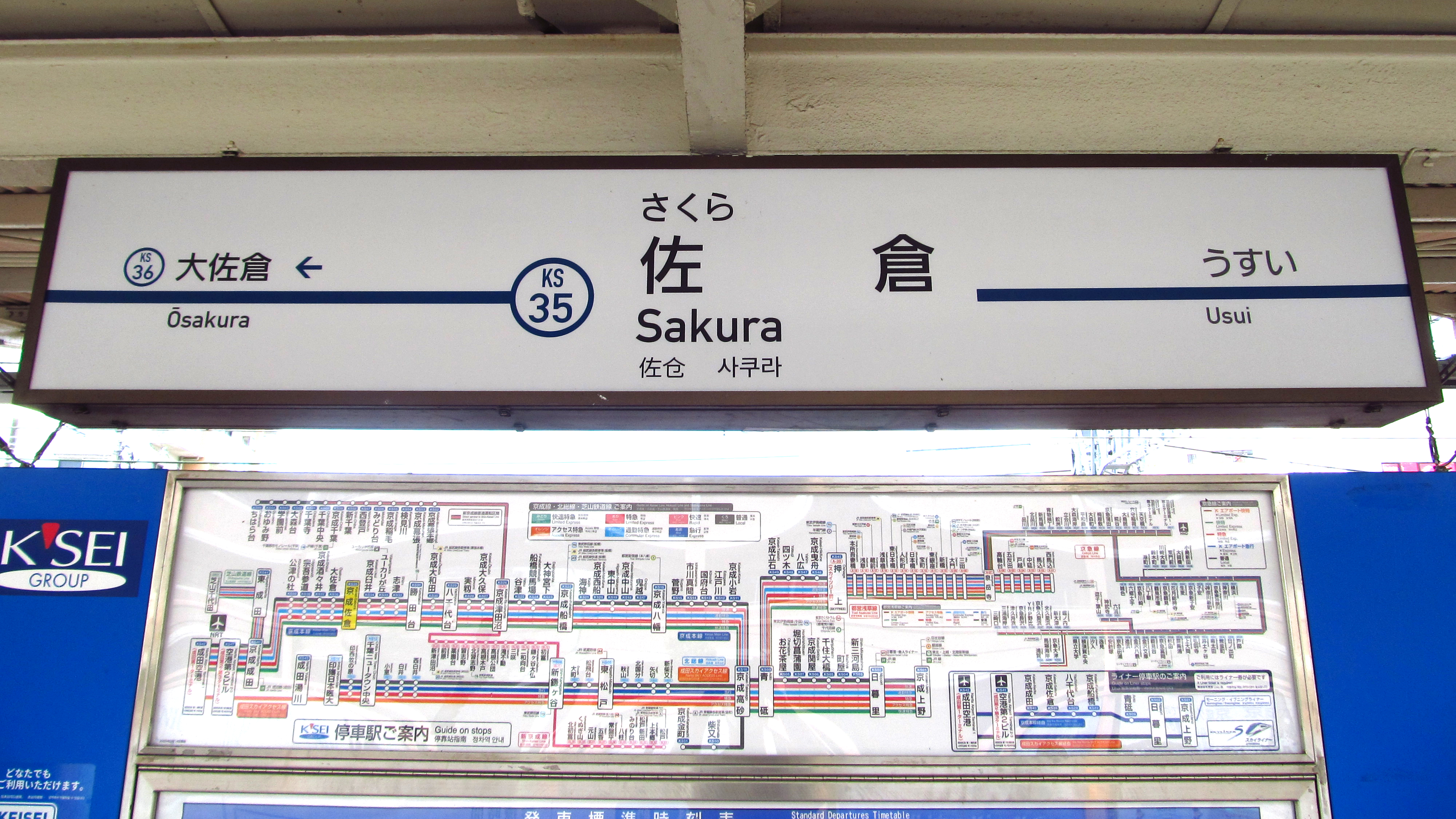
駅名標（2020年7月）
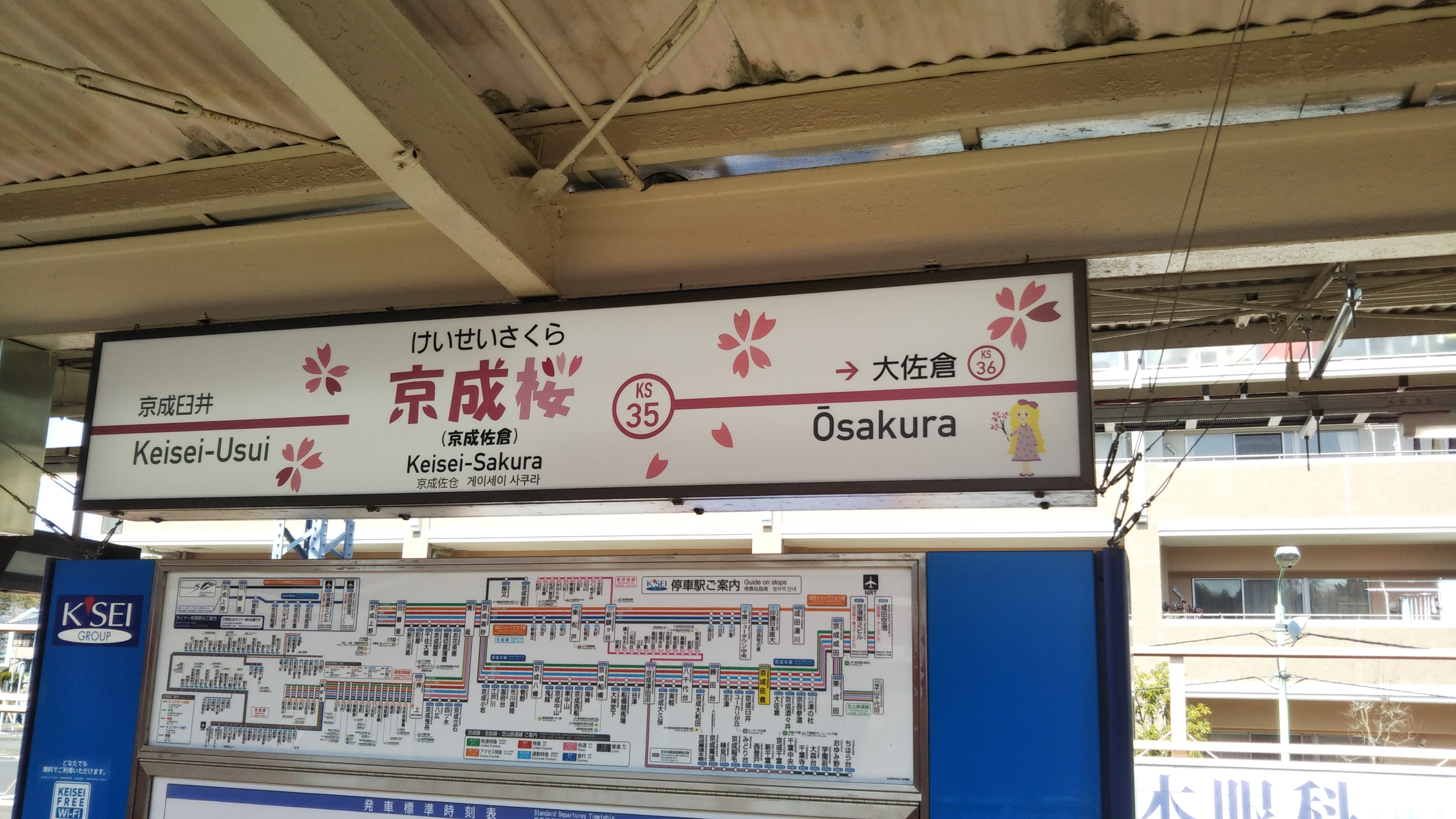
桜開花期間中の駅名標「京成桜駅」（2020年3月）

## 設備
2024年6月6日から、改札前の発車標が使用を開始した。また、同日から現行のホーム上の発車標は使用を停止し、新発車標を設置する見込み。
また、接近放送も2024年6月6日から変更された。

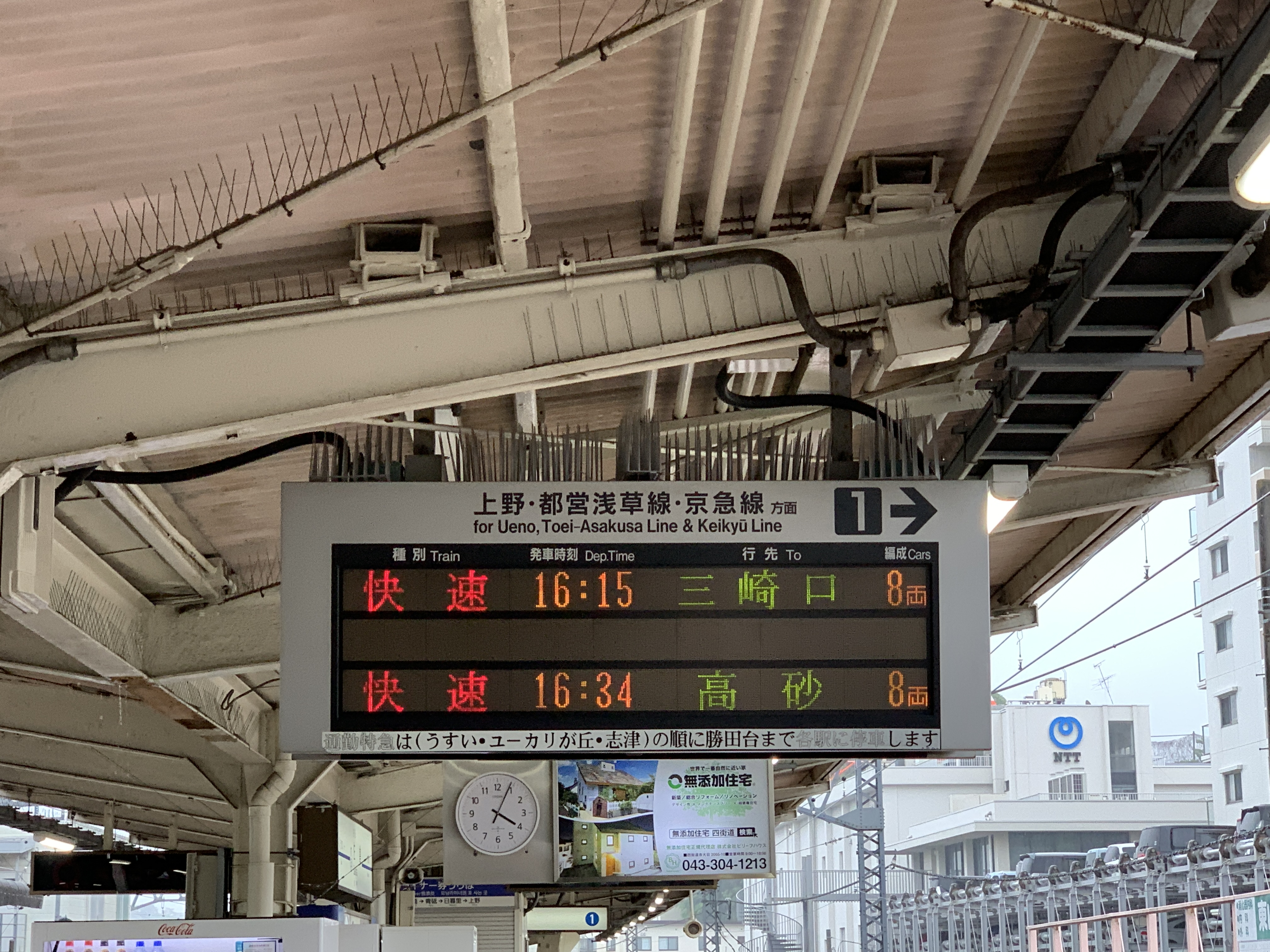
現行の発車標 (2024年5月)
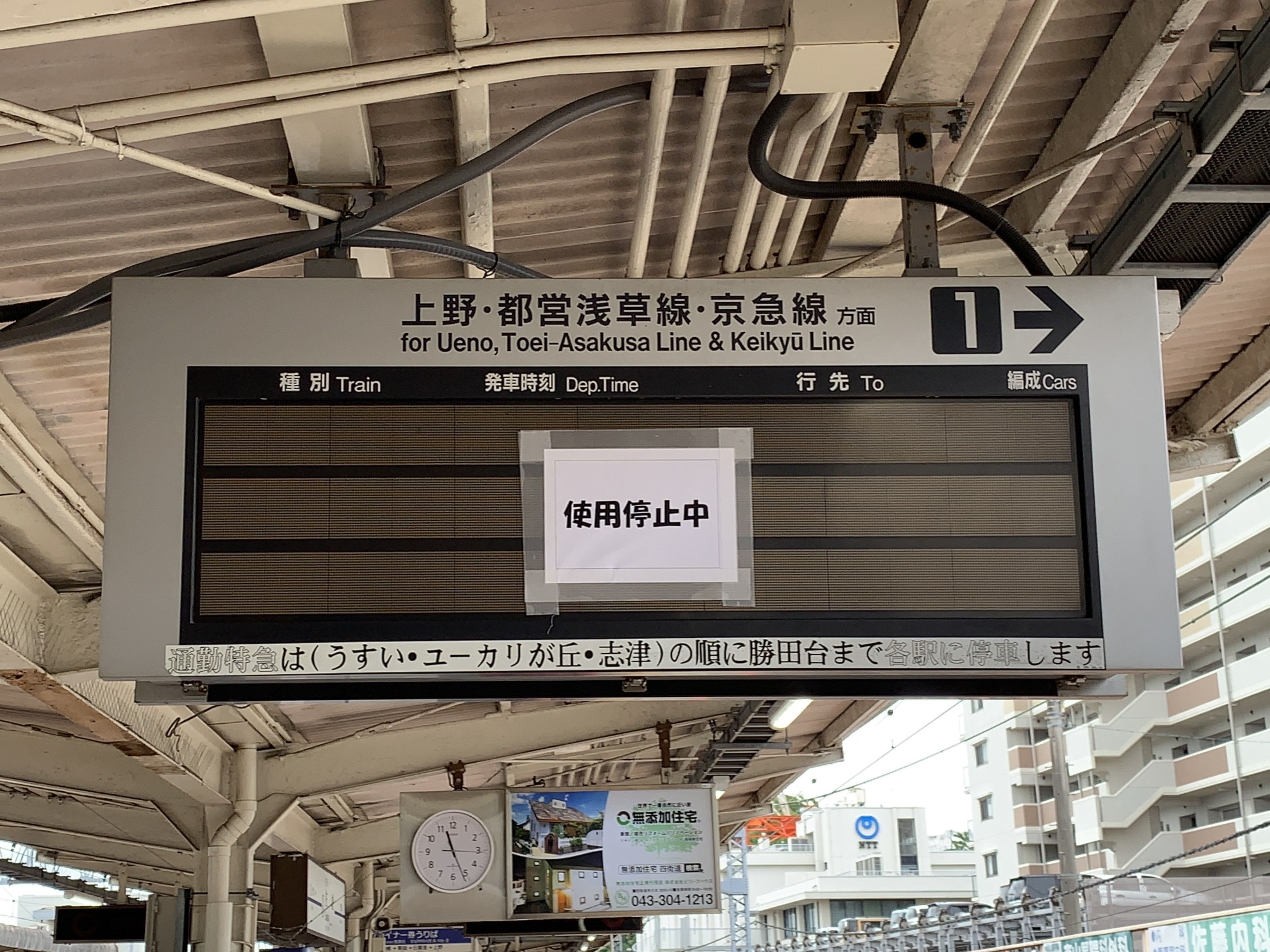
使用停止した発車標 (2024年6月)
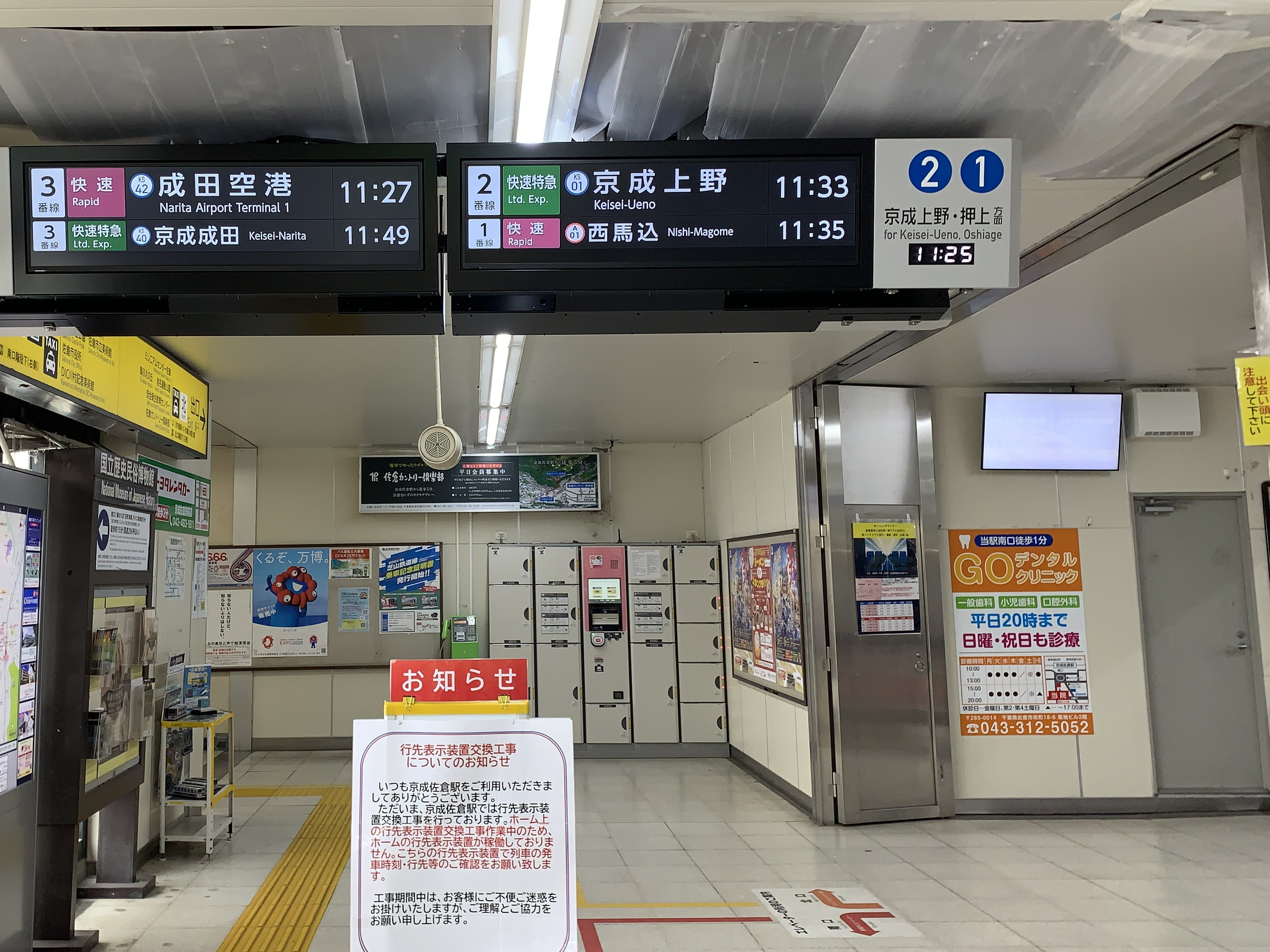
改札前に設置された発車標 (2024年6月)
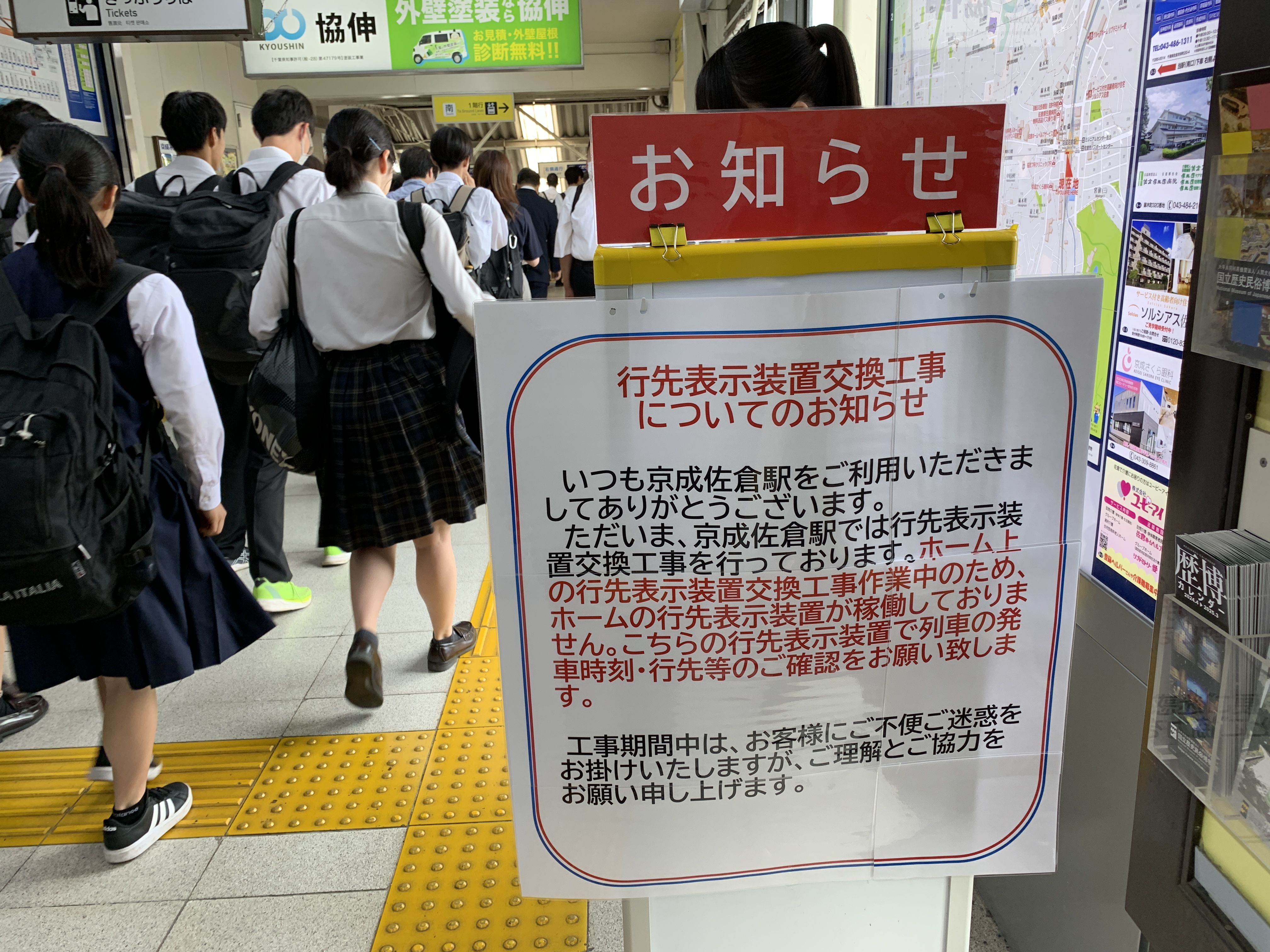
発車標更新工事の案内 (2024年6月)

## 利用状況
2024年度の1日平均乗降人員は16,492人である。佐倉市役所の最寄り駅であり、特急停車駅であるが、特急通過駅のユーカリが丘駅や京成臼井駅より少ない。
近年の1日平均乗降・乗車人員推移は下表の通りである。
| 年度               | 1日平均 乗降人員 | 1日平均 乗降人員 | 1日平均 乗車人員 | 1日平均 乗車人員 |
| ------------------ | ---------------- | ---------------- | ---------------- | ---------------- |
| 1990年（平成02年） |                  |                  | 12,475           | [ * 1 ]          |
| 1991年（平成03年） |                  |                  | 12,653           | [ * 2 ]          |
| 1992年（平成04年） |                  |                  | 12,829           | [ * 3 ]          |
| 1993年（平成05年） |                  |                  | 13,150           | [ * 4 ]          |
| 1994年（平成06年） |                  |                  | 13,001           | [ * 5 ]          |
| 1995年（平成07年） |                  |                  | 12,582           | [ * 6 ]          |
| 1996年（平成08年） |                  |                  | 12,458           | [ * 7 ]          |
| 1997年（平成09年） |                  |                  | 12,210           | [ * 8 ]          |
| 1998年（平成10年） |                  |                  | 12,218           | [ * 9 ]          |
| 1999年（平成11年） |                  |                  | 12,069           | [ * 10 ]         |
| 2000年（平成12年） |                  |                  | 11,873           | [ * 11 ]         |
| 2001年（平成13年） |                  |                  | 11,546           | [ * 12 ]         |
| 2002年（平成14年） |                  |                  | 11,236           | [ * 13 ]         |
| 2003年（平成15年） | 21,961           | [ 広告 1 ]       | 10,945           | [ * 14 ]         |
| 2004年（平成16年） | 21,259           | [ 広告 2 ]       | 10,652           | [ * 15 ]         |
| 2005年（平成17年） | 20,968           | [ 広告 3 ]       | 10,513           | [ * 16 ]         |
| 2006年（平成18年） | 20,825           | [ 広告 4 ]       | 10,425           | [ * 17 ]         |
| 2007年（平成19年） | 20,702           | [ 広告 5 ]       | 10,368           | [ * 18 ]         |
| 2008年（平成20年） | 20,796           | [ 広告 6 ]       | 10,416           | [ * 19 ]         |
| 2009年（平成21年） | 20,452           | [ 広告 7 ]       | 10,245           | [ * 20 ]         |
| 2010年（平成22年） | 20,029           | [ 広告 8 ]       | 9,994            | [ * 21 ]         |
| 2011年（平成23年） | 19,191           | [ 広告 9 ]       | 9,616            | [ * 22 ]         |
| 2012年（平成24年） | 19,230           | [ 広告 10 ]      | 9,624            | [ * 23 ]         |
| 2013年（平成25年） | 19,342           | [ 広告 11 ]      | 9,682            | [ * 24 ]         |
| 2014年（平成26年） | 19,003           | [ 広告 12 ]      |                  |                  |
| 2015年（平成27年） | 19,020           | [ 広告 13 ]      |                  |                  |
| 2016年（平成28年） | 18,851           | [ 広告 14 ]      |                  |                  |
| 2017年（平成29年） | 18,789           | [ 広告 15 ]      |                  |                  |
| 2018年（平成30年） | 18,793           | [ 広告 16 ]      |                  |                  |
| 2019年（令和元年） | 18,305           | [ 京成 2 ]       |                  |                  |
| 2020年（令和02年） | 13,560           | [ 京成 3 ]       |                  |                  |
| 2021年（令和03年） | 14,226           | [ 京成 4 ]       |                  |                  |
| 2022年（令和04年） | 15,436           | [ 京成 5 ]       |                  |                  |
| 2023年（令和05年） | 16,281           | [ 京成 6 ]       | 8,134            | [ 京成 6 ]       |
| 2024年（令和06年） | 16,492           | [ 京成 1 ]       | 8,239            | [ 京成 1 ]       |

## 駅周辺
駅南口側には国道296号、駅西側には千葉県道65号佐倉印西線が通っている。南口側はオフィスビルやマンションなどがあり、繁華街が形成されているが、北口側は住宅街になっている。南口より南に約1キロメートル進むと武家屋敷通りがあり、佐倉藩城下町の町並み群は日本遺産（北総四都市江戸紀行）に認定されている。
当駅は佐倉市役所の最寄り駅であるが、『JTB時刻表』には市の中心駅として掲載はされておらず、東日本旅客鉄道（JR東日本）の佐倉駅を市の代表駅としている。当駅から佐倉駅にかけては行政機関が集約している。

### 北口
- ミレニアムセンター佐倉（複合施設）
  - 佐倉市役所 佐倉市民サービスセンター
  - 佐倉コミュニティセンター
- 佐倉市立内郷小学校
- トウズ 京成佐倉店（本社）
- 佐倉カントリー倶楽部

### 南口
- 佐倉市役所
- 農林水産省関東農政局千葉農政事務所 佐倉統計・情報センター佐倉庁舎
- 千葉県印旛合同庁舎
  - 千葉県印旛健康福祉センター（印旛保健所）
  - 千葉県教育庁北総教育事務所
  - 千葉県佐倉県税事務所
  - 千葉県北部林業事務所印旛支所
  - 千葉県印旛地域振興・農業・土木事務所
- 千葉地方裁判所 佐倉支部
  - 千葉家庭裁判所 佐倉支部
  - 佐倉簡易裁判所
- 千葉地方検察庁 佐倉支部
  - 佐倉区検察庁
- 佐倉警察署 京成佐倉駅前交番
- 佐倉市立図書館 佐倉図書館
- 佐倉市中央公民館
- 佐倉市民体育館
- 国立歴史民俗博物館
- 佐倉市立美術館
- 佐倉順天堂記念館（旧佐倉順天堂）
- 佐倉新町おはやし館
- 塚本美術館
- 関東電気保安協会 佐倉事業所
- 印旛郡市広域市町村圏事務組合
- 千葉県立佐倉高等学校
  - 千葉県立佐倉高等学校記念館・地域交流施設（千葉県指定文化財の鹿山文庫関係資料などを展示）
- 千葉県立佐倉東高等学校
- 松陰高等学校 佐倉学習センター
- 佐倉市立佐倉中学校
- 佐倉市立佐倉東中学校
- 佐倉市立佐倉小学校
- 佐倉市立佐倉東小学校
- 佐倉市立佐倉幼稚園
- 佐倉市立佐倉保育園
- 佐倉中央病院（救急指定病院）
- 佐倉厚生園病院
- 佐倉郵便局
  - ゆうちょ銀行 佐倉店
- 佐倉新町郵便局
- 三井住友銀行 佐倉支店・成田支店 （2023年11月20日に千葉支店・四街道支店内に移転[8]）
- 千葉銀行 佐倉支店
- 銚子信用金庫 佐倉支店
- 朝日生命保険 佐倉営業所
- 明治安田生命保険 成田支社佐倉第一営業所
- 東京海上日動火災保険 代理店（ナッツ）
- いなげや 佐倉店
- ヤックスドラッグ 佐倉店
- マツモトキヨシ 佐倉城址公園前店
- ウエルシア薬局 佐倉鏑木店
- ちばグリーンバス 案内所
- ニッポンレンタカー 佐倉営業所
- 千葉トヨペット 佐倉店
- 佐倉プラザホテル
- 麻賀多神社 (佐倉市鏑木町)
- 城下町佐倉の町並み
  - 佐倉の武家屋敷群（武家屋敷通り）
  - 佐倉城址公園
    - 佐倉城跡（日本100名城、佐倉藩）

  - 旧堀田邸（旧堀田家住宅）
    - 旧堀田正倫庭園（さくら庭園）

  - サムライの古径（こみち）ひよどり坂

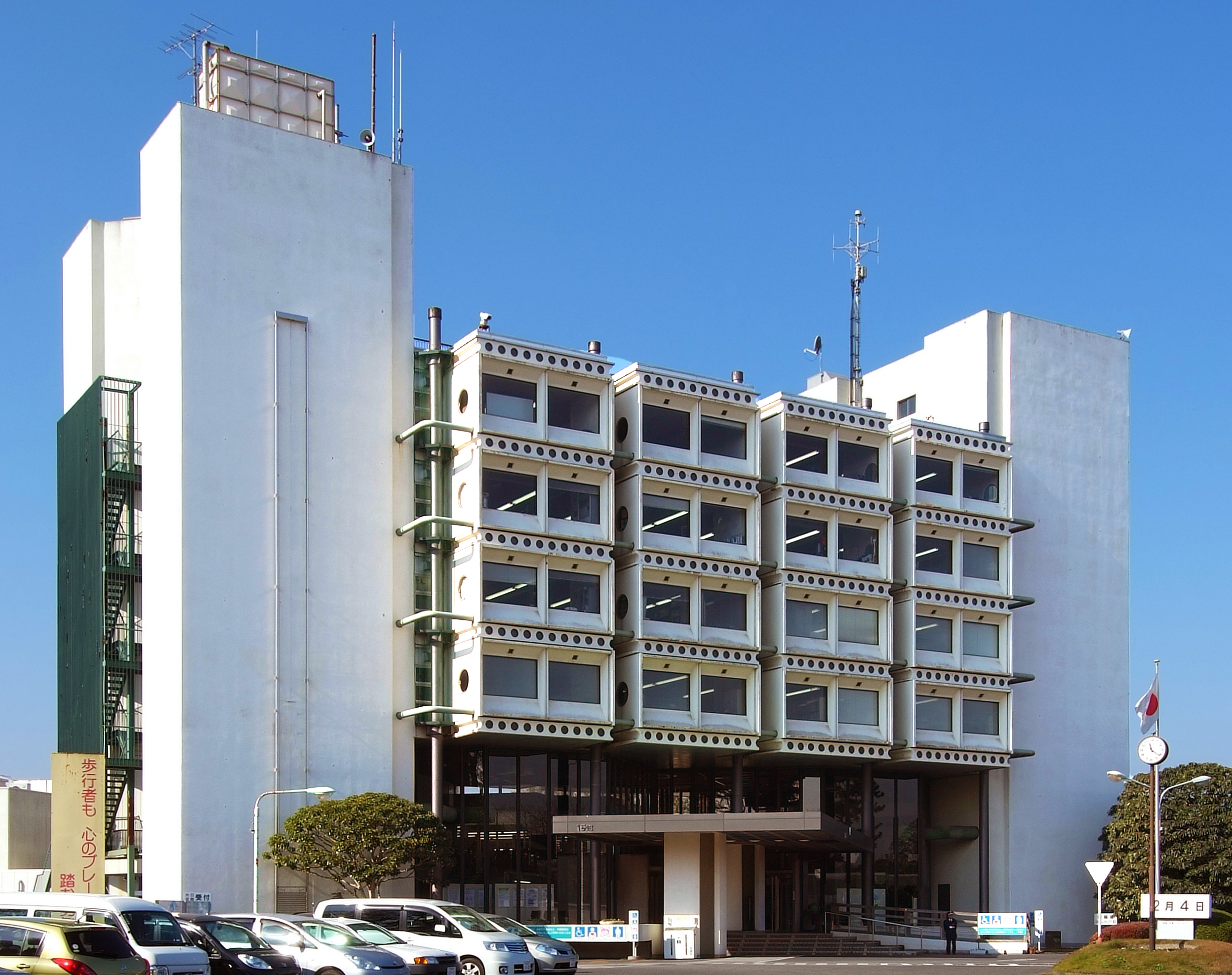
佐倉市役所
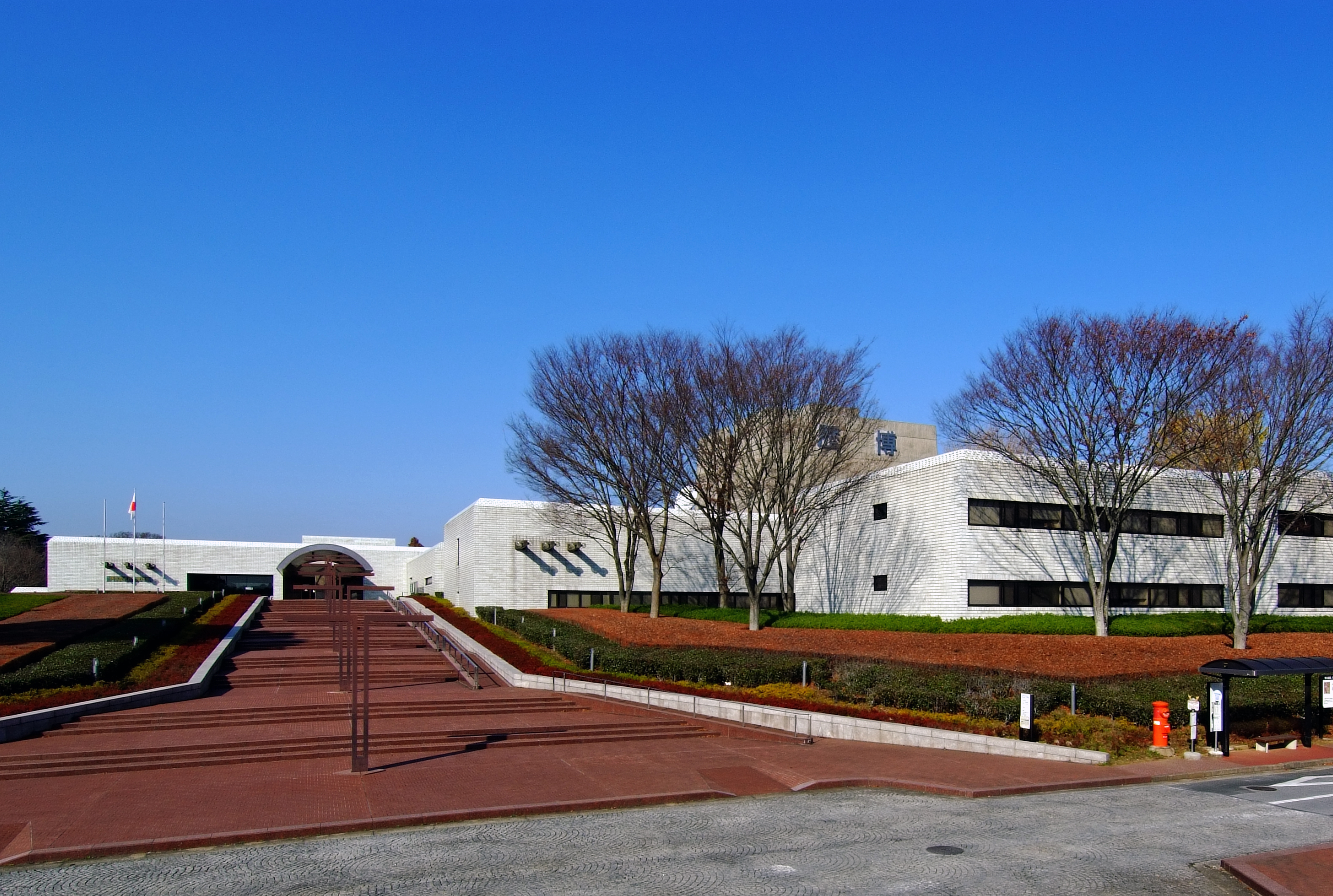
国立歴史民俗博物館
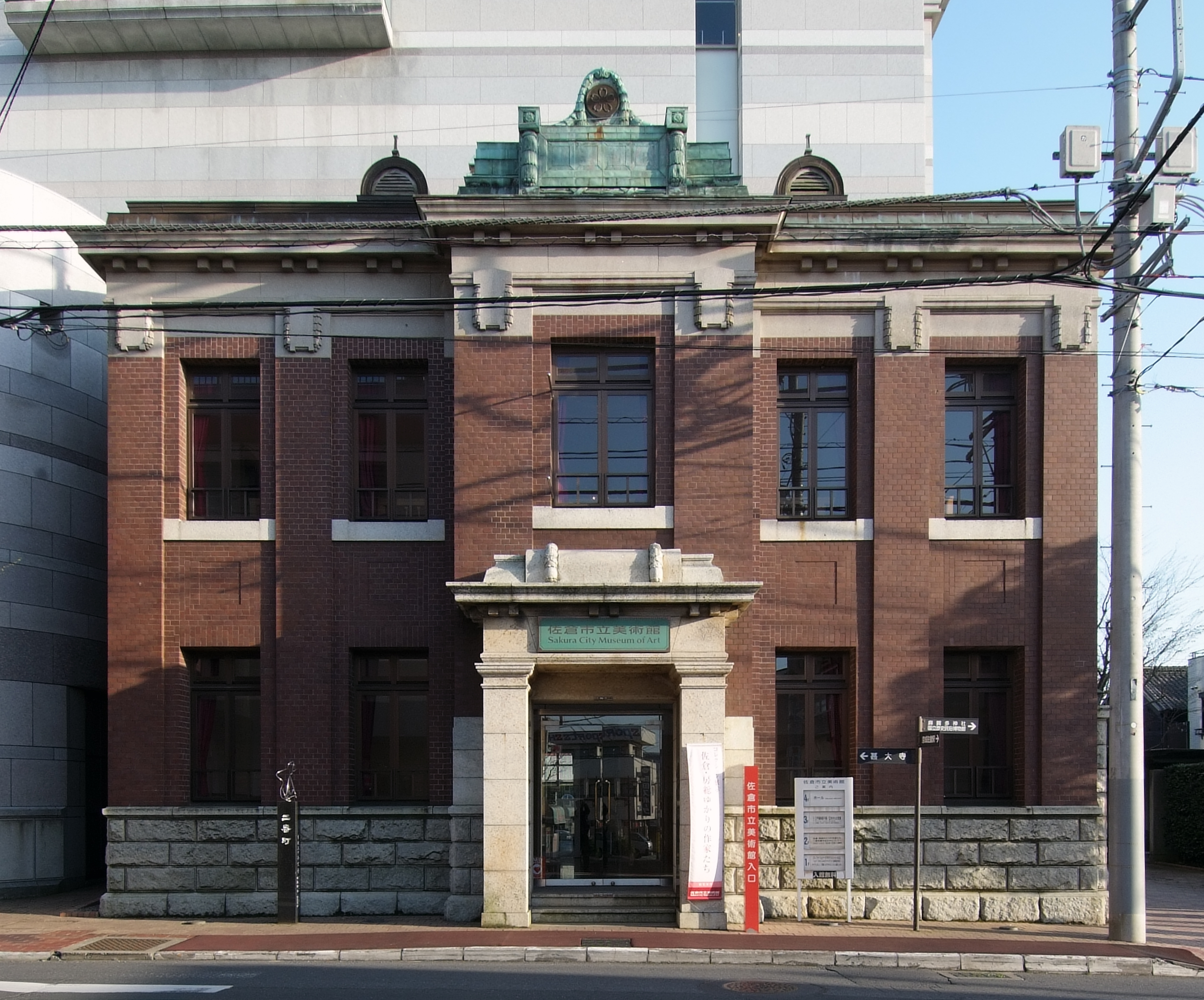
佐倉市立美術館
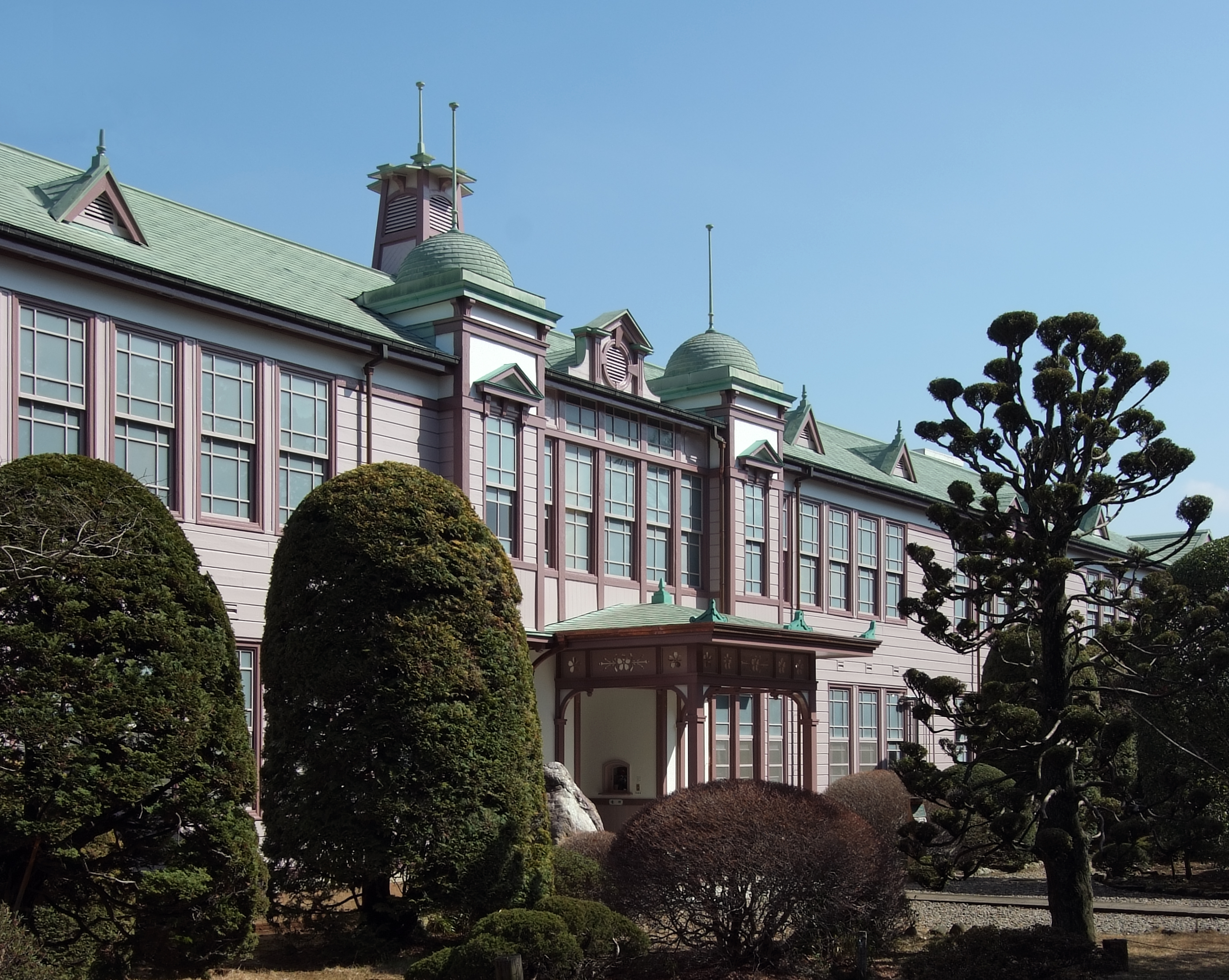
千葉県立佐倉高等学校
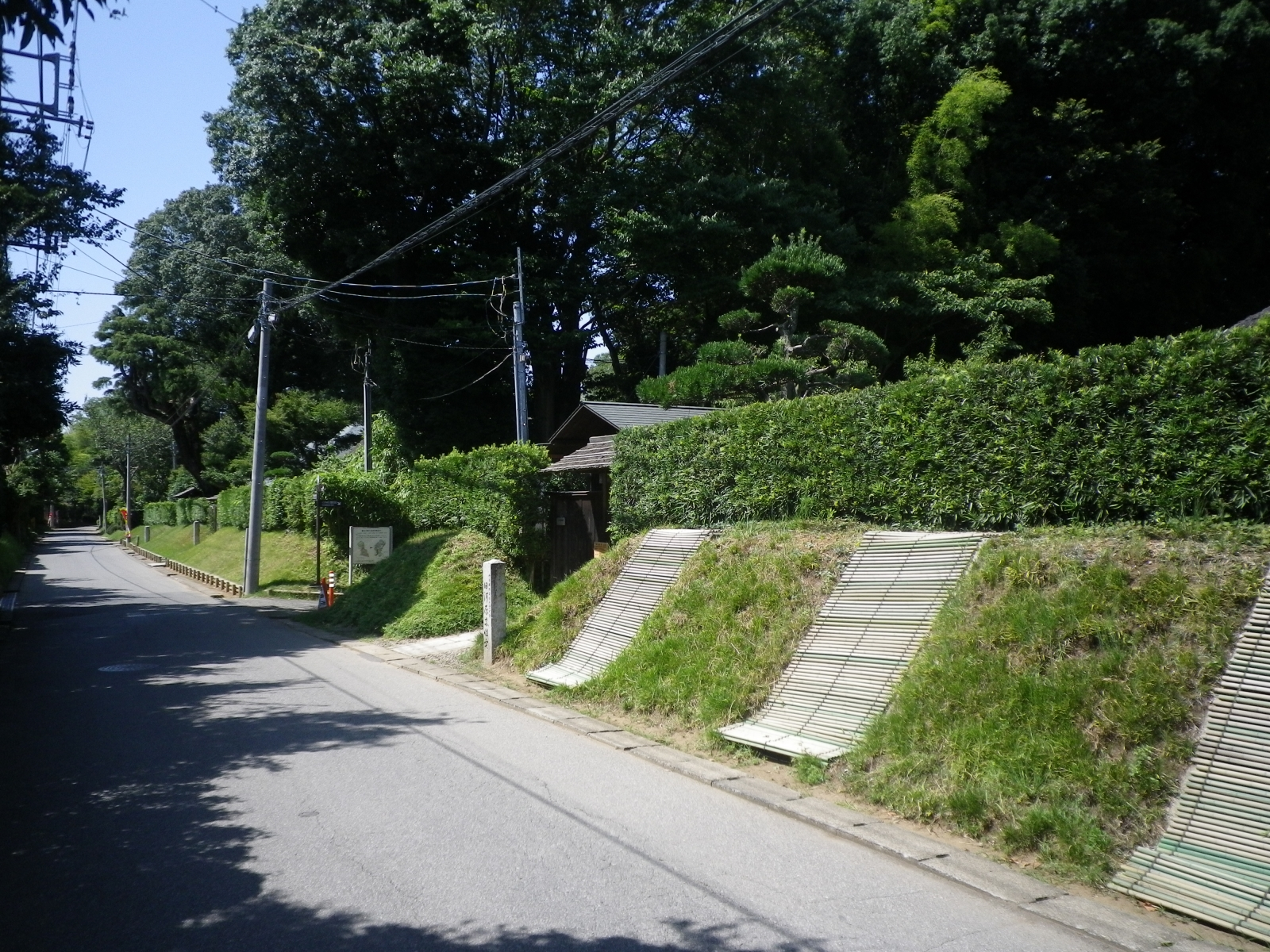
佐倉の武家屋敷群（武家屋敷通り）
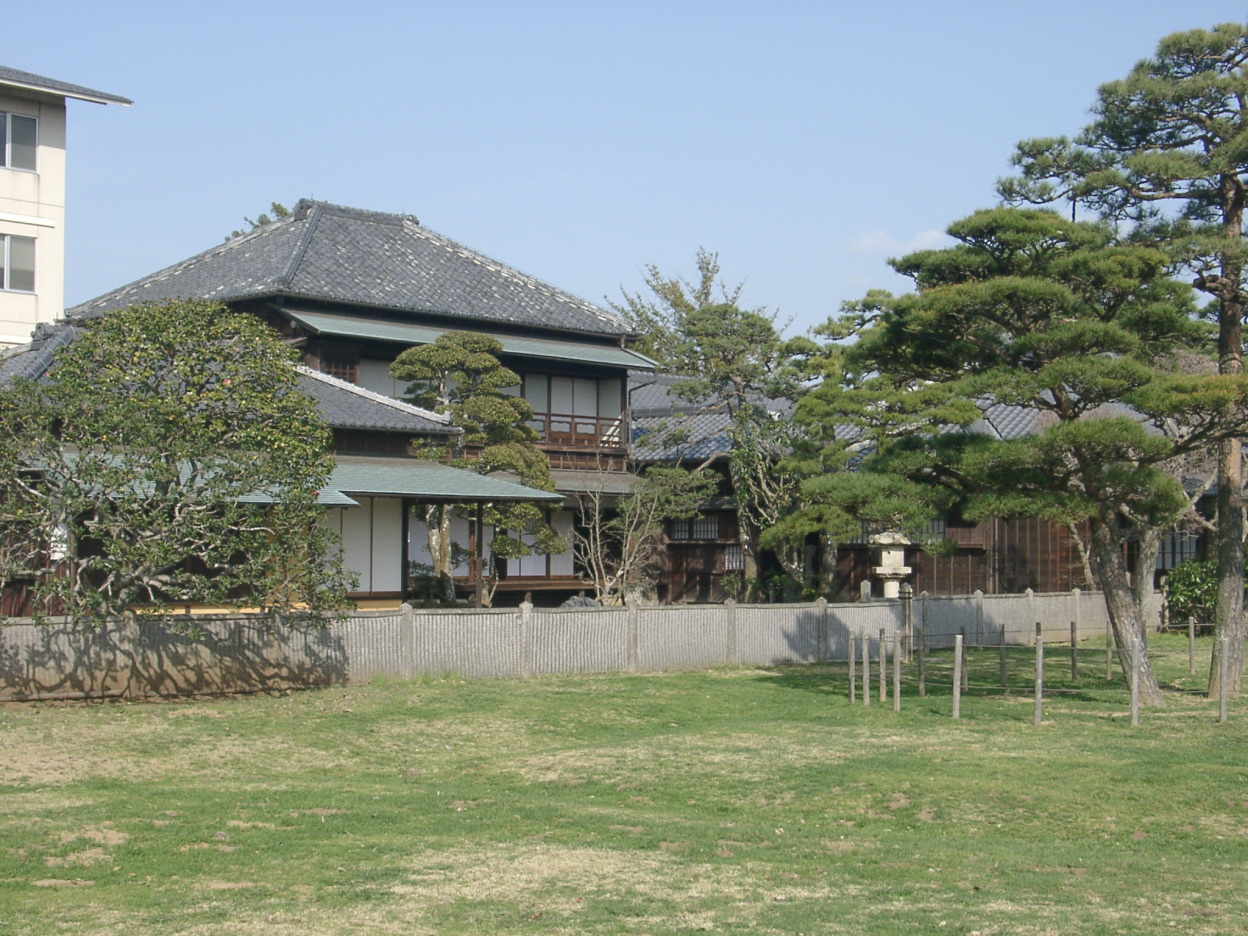
旧堀田邸（旧堀田家住宅）

## バス路線
| のりば             | のりば             | 系統                                   | 主要経由地                                                       | 行先                                | 運行会社                                        | 備考                           |
| ------------------ | ------------------ | -------------------------------------- | ---------------------------------------------------------------- | ----------------------------------- | ----------------------------------------------- | ------------------------------ |
| 京成佐倉駅（北口） | 京成佐倉駅（北口） | 内郷地区循環（右回り）                 | 岩名運動公園・白翠園前・草ぶえの丘・萩山                         | 京成佐倉駅北口                      | 佐倉市コミュニティバス （京成バス千葉イースト） | 平日日中のみ佐倉市役所まで運行 |
| 京成佐倉駅（北口） | 京成佐倉駅（北口） | 内郷地区循環（左回り）                 | 萩山・草ぶえの丘・白翠園前・岩名運動公園                         | 京成佐倉駅北口                      | 佐倉市コミュニティバス （京成バス千葉イースト） | 平日日中のみ佐倉市役所まで運行 |
| 京成佐倉駅（北口） | 京成佐倉駅（北口） | 飯野往復                               | ふるさと広場・飯野・ウィンドミルクリニック                       | 京成佐倉駅北口                      | 佐倉市コミュニティバス （京成バス千葉イースト） | 平日日中のみ佐倉市役所まで運行 |
| 京成佐倉駅（北口） | 京成佐倉駅（北口） | 六合路線                               | 岩名運動公園・白翠園前・日本医科大学千葉北総病院・印旛日本医大駅 | 小林駅                              | なの花交通バス                                  |                                |
| 京成佐倉駅（北口） | 京成佐倉駅（北口） | 六合路線                               | 岩名運動公園・白翠園前・日本医科大学千葉北総病院                 | 印旛日本医大駅                      | なの花交通バス                                  |                                |
| 京成佐倉駅（南口） | 1                  | 臼井線                                 | 田町車庫・聖隷佐倉市民病院                                       | 臼井駅                              | 京成バス千葉イースト（佐倉営業所）              |                                |
| 京成佐倉駅（南口） | 1                  | 臼井線                                 | 田町車庫・聖隷佐倉市民病院（一部便のみ）・臼井駅                 | 四街道駅                            | 京成バス千葉イースト（佐倉営業所）              |                                |
| 京成佐倉駅（南口） | 1                  | 臼井線                                 | 田町車庫・聖隷佐倉市民病院・臼井駅・東邦大佐倉病院               | 志津駅南口                          | 京成バス千葉イースト（佐倉営業所）              |                                |
| 京成佐倉駅（南口） | 1                  | 臼井線                                 | 国立歴史民俗博物館（日中の一部便のみ）                           | 田町車庫                            | 京成バス千葉イースト（佐倉営業所）              | 休館日は経由なし               |
| 京成佐倉駅（南口） | 1                  | 白銀線                                 | 田町車庫・寺崎北・JR佐倉駅                                       | 白銀ニュータウン                    | 京成バス千葉イースト（佐倉営業所）              |                                |
| 京成佐倉駅（南口） | 1                  | 千成線                                 | 市役所・厚生園入口・JR佐倉駅                                     | 寺崎北                              | 京成バス千葉イースト（佐倉営業所）              | 土休日運休                     |
| 京成佐倉駅（南口） | 1                  | マイタウン・ダイレクトバス（高速バス） | （高速道路）                                                     | 東京駅八重洲口（京成3番）・東雲車庫 | 京成バス千葉イースト（佐倉営業所）              |                                |
| 京成佐倉駅（南口） | 2                  | 白銀線                                 | 佐倉高校・順天堂病院                                             | 白銀ニュータウン                    | 京成バス千葉イースト（佐倉営業所）              |                                |
| 京成佐倉駅（南口） | 2                  | 本佐倉線                               | 厚生園入口・順天堂病院・上本佐倉・酒々井町役場                   | 京成酒々井駅                        | 京成バス千葉イースト（佐倉営業所）              |                                |
| 京成佐倉駅（南口） | 2                  | 本佐倉線                               | 厚生園入口・順天堂病院・上本佐倉・酒々井小学校                   | 京成酒々井駅                        | 京成バス千葉イースト（佐倉営業所）              | 平日の1本のみ                  |
| 京成佐倉駅（南口） | 2                  | 本佐倉線                               | 厚生園入口・順天堂病院                                           | 上本佐倉                            | 京成バス千葉イースト（佐倉営業所）              |                                |
| 京成佐倉駅（南口） | 2                  | 千成線                                 | 佐倉高校                                                         | 千成                                | 京成バス千葉イースト（佐倉営業所）              | 土休日運休                     |
| 京成佐倉駅（南口） | 3                  | 神門線                                 | 栄町・JR佐倉駅・神門・工団中央                                   | 第三工業団地                        | 京成バス千葉イースト（佐倉営業所）              |                                |
| 京成佐倉駅（南口） | 3                  | 神門線                                 | 栄町・JR佐倉駅・神門・馬渡坂上                                   | 西御門                              | 京成バス千葉イースト（佐倉営業所）              |                                |
| 京成佐倉駅（南口） | 3                  | 神門線                                 | 栄町・JR佐倉駅・神門                                             | 馬渡坂上                            | 京成バス千葉イースト（佐倉営業所）              |                                |
| 京成佐倉駅（南口） | 3                  | 神門線                                 | 栄町・JR佐倉駅                                                   | 第二工業団地入口                    | 京成バス千葉イースト（佐倉営業所）              |                                |
| 京成佐倉駅（南口） | 3                  | 神門線                                 | 栄町                                                             | JR佐倉駅                            | 京成バス千葉イースト（佐倉営業所）              |                                |
| 京成佐倉駅（南口） | 3                  | 物井線                                 | 市役所・JR佐倉駅・第一工業団地                                   | 物井駅                              | 京成バス千葉イースト（佐倉営業所）              | 平日の1本のみ                  |
| 京成佐倉駅（南口） | 3                  | 物井線                                 | 市役所                                                           | JR佐倉駅                            | 京成バス千葉イースト（佐倉営業所）              | 平日の1本のみ                  |
| 京成佐倉駅南口     | -                  | 高速バス 佐倉・四街道―東京八重洲線     | （高速道路）                                                     | バスターミナル東京八重洲            | なの花交通バス                                  | 運休中                         |

## 隣の駅
京成電鉄
 本線
- ■「モーニングライナー」・■「イブニングライナー」停車駅

■快速特急
勝田台駅 (KS31) - 京成佐倉駅 (KS35) - 京成成田駅 (KS40)
■特急（大佐倉方当駅から各駅に停車）
勝田台駅 (KS31) - 京成佐倉駅 (KS35) - 大佐倉駅 (KS36)
■通勤特急・■快速・■普通
京成臼井駅 (KS34) - 京成佐倉駅 (KS35) - 大佐倉駅 (KS36)
2015年11月29日に「シティライナー」が定期運用を終了して以降、全ての定期列車が停車するようになった。